# Evros (rivier)
De Evros of Maritsa (Bulgaars: Марица; Turks: Meriç; Grieks: Έβρος, Evros) is een rivier op het Balkanschiereiland, in Bulgarije, Turkije en Griekenland. Haar lengte is circa 480 kilometer. In de oudheid heette de rivier de Hebros. De rivier maakt deel uit van een oude handelsroute tussen Byzantium en Midden-Europa. De Evros mondt uit in de Egeïsche Zee (in het Griekse Nationaal park Evrosdelta) en is de grootste Bulgaarse rivier die op die zee afwatert. De grootste steden aan de Evros zijn Plovdiv en Edirne.
De Evros ontspringt in het westen van Bulgarije op de flanken van de Moesala, Bulgarijes hoogste berg, in het Rilagebergte. De rivier stroomt in oostelijke richting door de Thracische Laagvlakte, een van de grootste en vruchtbaarste vlakten van de Balkan. In dit gebied liggen Plovdiv en verder stroomafwaarts Dimitrovgrad. De laatste Bulgaarse stad aan de Evros is Svilengrad, waar zich een Ottomaanse brug uit 1529 bevindt.
De Evros vormt een deel van de Grieks-Bulgaarse grens en nadat de rivier Bulgarije na Svilengrad heeft verlaten, vormt ze vrijwel de gehele Grieks-Turkse grens (tevens de grens tussen West- en Oost-Thracië). Alleen bij Edirne loopt de rivier even volledig over Turks grondgebied. Bij deze stad voegt de Toendzja (Tunca), de grootste zijrivier, zich bij de Evros, die nu afbuigt naar het zuiden. Vanaf hier is de rivier ook bevaarbaar.
Zowel het Griekse departement Evros als het Turkse district Meriç in de provincie Edirne zijn naar deze rivier genoemd. Ook is de Bulgaarse gemeente Maritsa (in Plovdiv), de stad Meritsjleri en de autosnelweg A4 naar deze rivier genoemd.

## Migratie
De rivier werd ook een belangrijke maar riskante schakel in de illegale migratie naar Europa. De overtocht kostte al verschillende migranten het leven. Op 14 oktober 2022 werden op de oevers 92 naakte migranten aangetroffen. Griekenland en Turkije gaven elkaar de schuld van het incident.

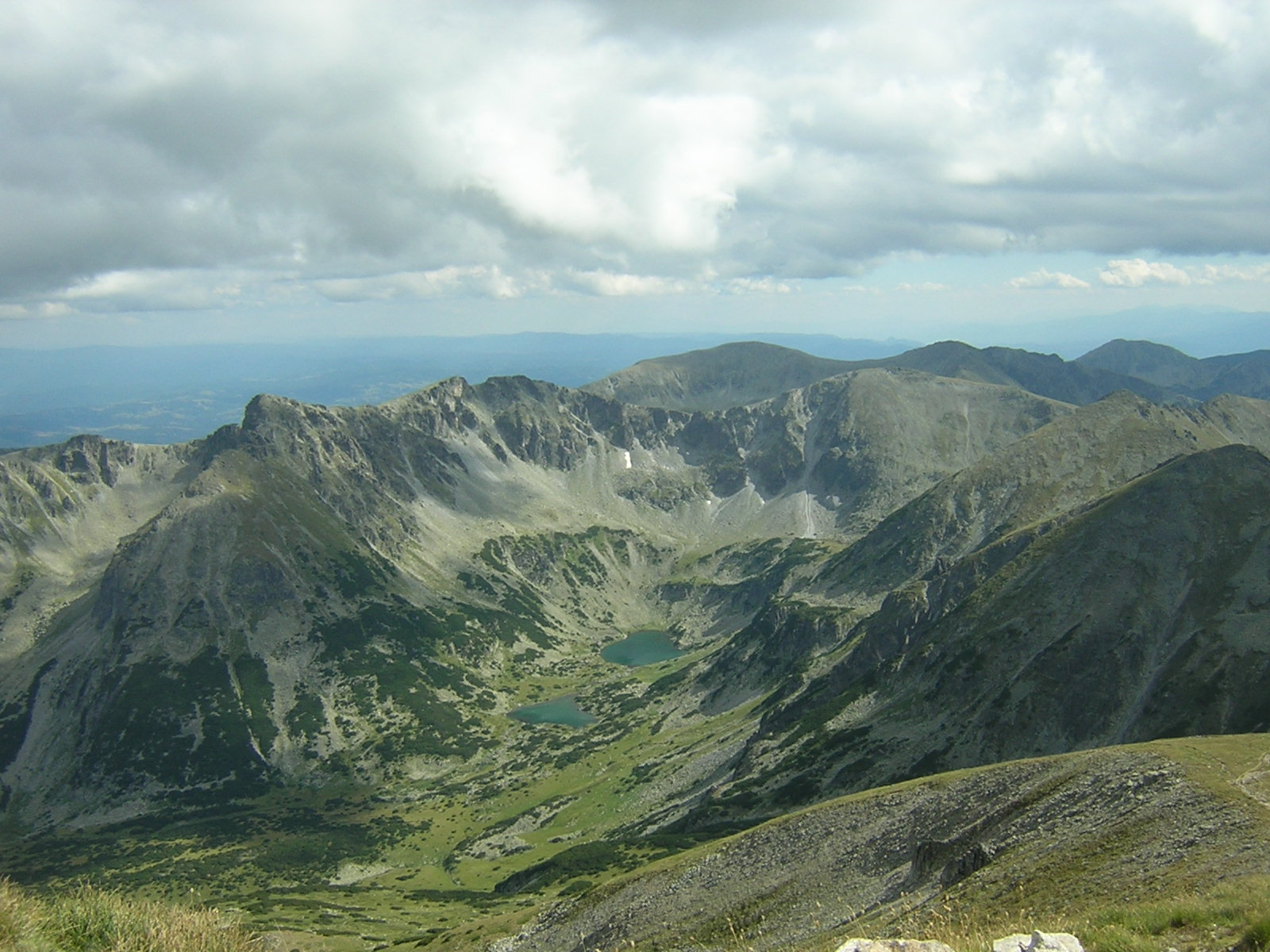
Oorsprong van de Maritsa op de Moesala
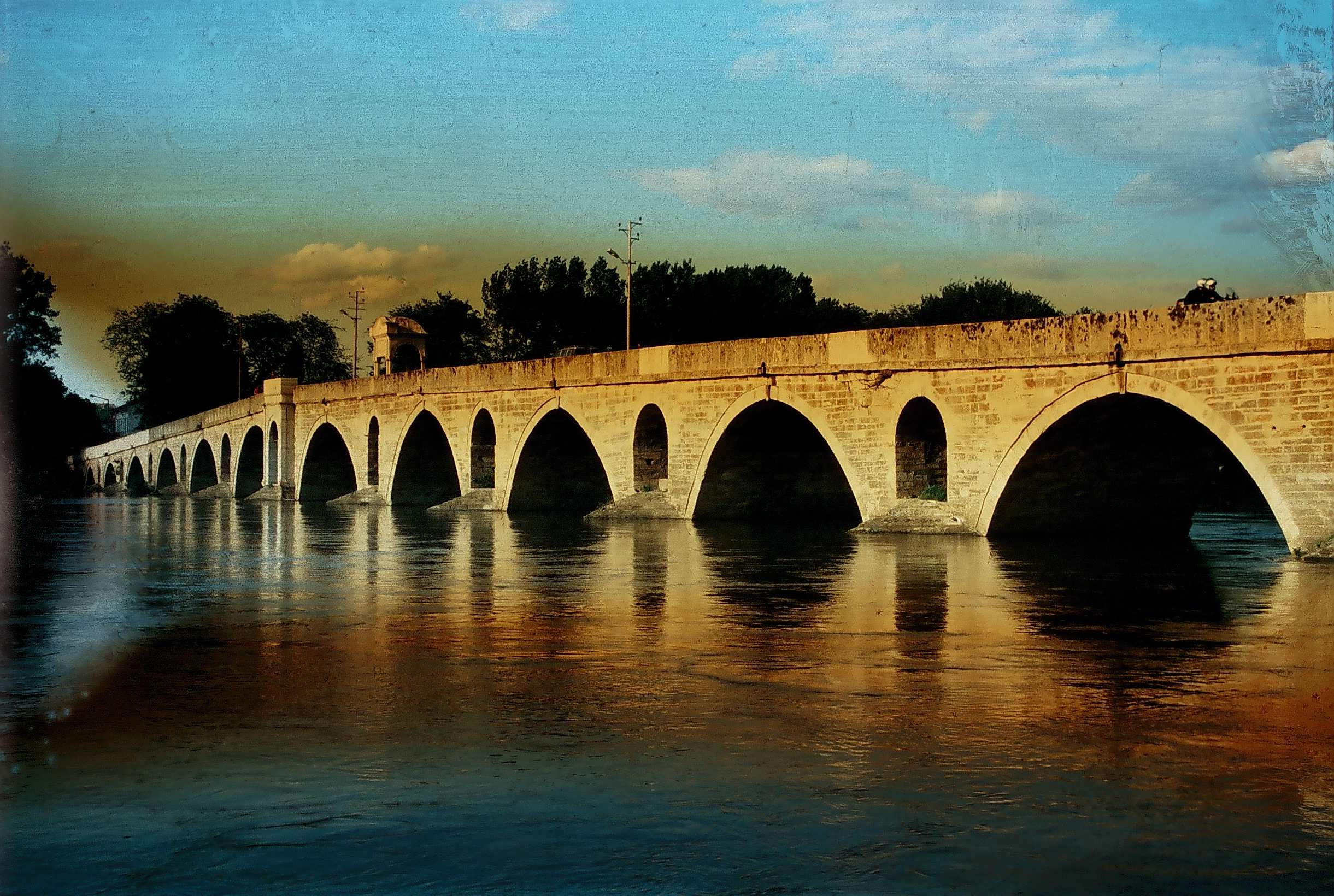
Evros in Edirne
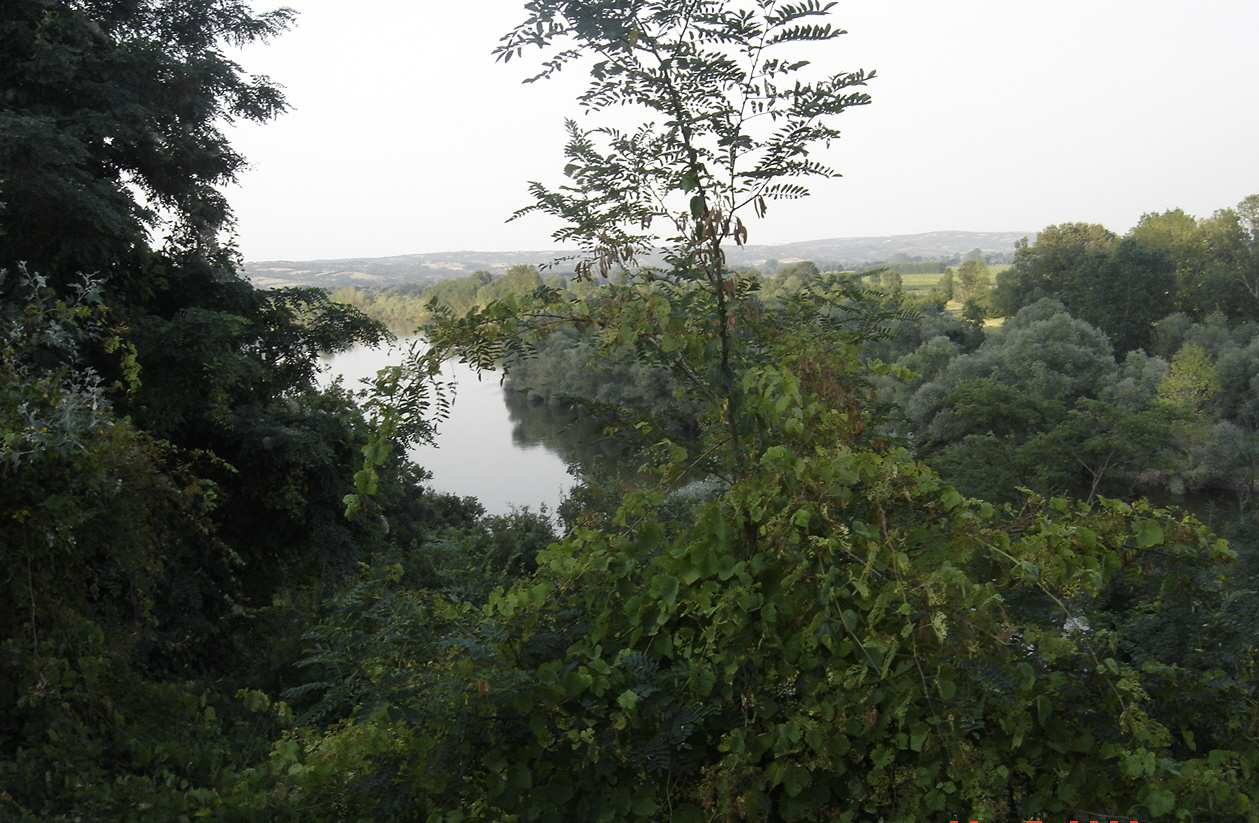
Zicht op de Evros in het gelijknamige Griekse departement

- Gemeinsame Normdatei: 4761279-4
- Library of Congress Control Number: sh88007012
- National Archives and Records Administration: 10044372
- Nationale Bibliotheek van Israël: 987007539249005171
- Virtual International Authority File: 315129976